# Dichotomius coenosus
Dichotomius coenosus là một loài bọ cánh cứng trong họ Bọ hung (Scarabaeidae).